# Угнич Юхим Савич
Юхим Савич Угнич (20 січня 1858 — ?) — український селянин, депутат Державної думи Російської імперії IV скликання від Полтавської губернії.

## Життєпис
Народився 20 січня 1858 року.
Належав до державних селян Хорольської волості Хорольського повіту Полтавської губернії. Здобув початкову домашню освіту.
Працював писарем Хорольської повітової комісії з військової повинності. У 1908—1911 роках — гласний Хорольської повітової земської управи, з 1911 — касир земської управи у справах найму. Член волосного сходу.
18 жовтня 1912 року обраний депутатом Державної думи Російської імперії IV скликання від Полтавської губернії. Входив до фракції центру та Прогресивного блоку. Працював у таких комісіях як з робітничого питання, з виконання державного розпису доходів та витрат, земельній, про зміну загального статуту про пенсії та одноразові допомоги, із запитів, із переселенської справи, з народного здоров'я, з торгівлі та промисловості, щодо судових реформ.
У місті Хорол володів садибою на 1200 рублів. Був одружений, мав чотирьох дітей.